# Paté di sfoglia
Il paté di sfoglia, chiamato anche fagottino di sfoglia, raviolo di sfoglia o semplicemente sfoglia, è una specialità della cucina siciliana, in particolare di quella catanese, messinese e siracusana. 
Si tratta di un pezzo di tavola calda costituito da pasta sfoglia solitamente farcita con mozzarella e prosciutto cotto oppure con mozzarella e verdure; alcune varianti prevedono l'aggiunta di salsa di pomodoro. Le sfoglie con il prosciutto cotto hanno generalmente la forma triangolare, quelle con le verdure la forma rettangolare.
A Catania il paté di sfoglia viene chiamato semplicemente paté, mentre a Messina viene chiamato San Daniele, e a Siracusa viene chiamato semplicemente sfoglia, il quale oltre che a fagottino viene fatto anche rettangolare e a taglio.  

## Preparazione
Si stende la pasta sfoglia e si ricavano dei quadrati, che si farciscono con il prosciutto, la mozzarella e, se si vuole, un po' di salsa di pomodoro; si aggiunge un po' d'olio e si piega la pasta formando dei triangoli, avendo cura di premere i bordi per chiuderli bene. Si spennellano esternamente con un uovo sbattuto e si cuociono al forno.